# 스코틀랜드의 원예
스코틀랜드의 원예는 스코틀랜드의 식물 및 기타 자연 형태를 전시, 재배 및 즐기기 위해 별도로 계획된 공간의 디자인으로, 중세 시대에 시작되었다.
중세 수도원, 성 및 주택 주변의 정원 또는 마당은 형식적이며 허브 정원, 주방 정원 및 과수원의 유럽 전통을 따랐다. 스코틀랜드 최초의 르네상스 스타일 정원은 스튜어트 왕조의 왕궁에 지어졌다. 귀족과 신사가 그 뒤를 따랐다. 16세기 후반부터 많은 부동산 주택의 조경은 이탈리아 르네상스 정원의 영향을 받았다. 이 시기부터 귀족, 신사, 지주를 위해 만들어진 공식적인 정원의 예가 많이 있다. 올드 동맹의 유산과 그랜드 투어의 시작은 스코틀랜드 기후에 적응했지만 프랑스 스타일이 스코틀랜드에서 특히 중요하다는 것을 의미했다. 17세기 후반 윌리엄 브루스는 스코틀랜드를 유럽 정원 디자인의 선두에 두었다.
18세기에는 프랑스 궁정의 "절대주의"와 "천주교"에 대한 반발이 있었고 대규모의 정식 정원을 유지하는 데 드는 비용이 후퇴했다. 영국에서 캐퍼빌리티 브라운(Capability Brown)과 관련된 덜 형식적인 공원 풍경과 불규칙한 식재 덩어리로의 이동은 스코틀랜드에서 그의 추종자인 로버트 로빈슨(Robert Robinson)과 토머스 화이트(Thomas White) 선배와 후배에 의해 지배되었다. 험프리 렙턴(Humphry Repton)의 글을 포함하여 19세기에 정원 가꾸기에 대한 새로운 아이디어가 발전했다. 19세기 중반에는 공식적인 공공 공원이 시작되었다.
20세기 초에도 스코틀랜드의 식물 수집가들은 계속해서 활발하게 활동했다. 정원 가꾸기는 20세기에 노동계급과 중산층의 주요 관심사가 되기 시작했다. 이안 해밀턴 핀레이(Ian Hamilton Finlay)의 리틀 스파르타(Little Sparta)와 찰스 젠크스(Charles Jencks)의 포스트 모던 가든 오브 스코믹 스페큘레이션(Garden of Cosmic Speculation)을 포함하여 일부 주요 계획 정원은 20세기에 만들어졌다.